# کاتارینا رنش
کاتارینا رنش (آلمانی: Katharina Rensch؛ زادهٔ ۷ اکتبر ۱۹۶۴) ژیمناست هنری زن اهل آلمان بود.